# Lin'an (Zhejiang)
Lin'an (chinois simplifié : 临安区 ; pinyin : Lín'ān qū) est une district de banlieue de la ville sous-provinciale de Hangzhou. Elle est située dans la province du Zhejiang en Chine.

## Démographie
La population du district était de 511 183 habitants en 1999.